# Eleftherios Venizelos
Eleftherios Venizelos (tên đầy đủ Elefthérios Kyriákou Venizélos, tiếng Hy Lạp: Ελευθέριος Κυριάκου Βενιζέλος; phát âm [elefˈθerios ciriˈaku veniˈzelos];; 23 tháng 8 năm 1864 - 18 tháng 3 năm 1936) là một nhà lãnh đạo Hy Lạp nổi tiếng của Phong trào Giải phóng Quốc gia Hy Lạp và một chính khách có sức lôi cuốn của đầu thế kỷ 20 được người ta nhớ cho nỗ lực thúc đẩy chính sách tự do dân chủ của ông. Là lãnh đạo của Đảng Tự do Hy Lạp, ông được bầu làm Thủ tướng Hy Lạp vài lần, giữ chức này trong giai đoạn 1910-1920 và 1928-1933. Do đó, Venizelos đã có ảnh hưởng sâu sắc về công việc nội bộ và bên ngoài của Hy Lạp đó Ông được công nhận là "Người tạo nên Hy Lạp hiện đại", và vẫn được nhiều người biết đến như là "ethnarch".
Sân bay quốc tế Eleftherios Venizelos tại Athens đặt tên theo tên ông.